# Pierre Menard, schrijver van de Quichot

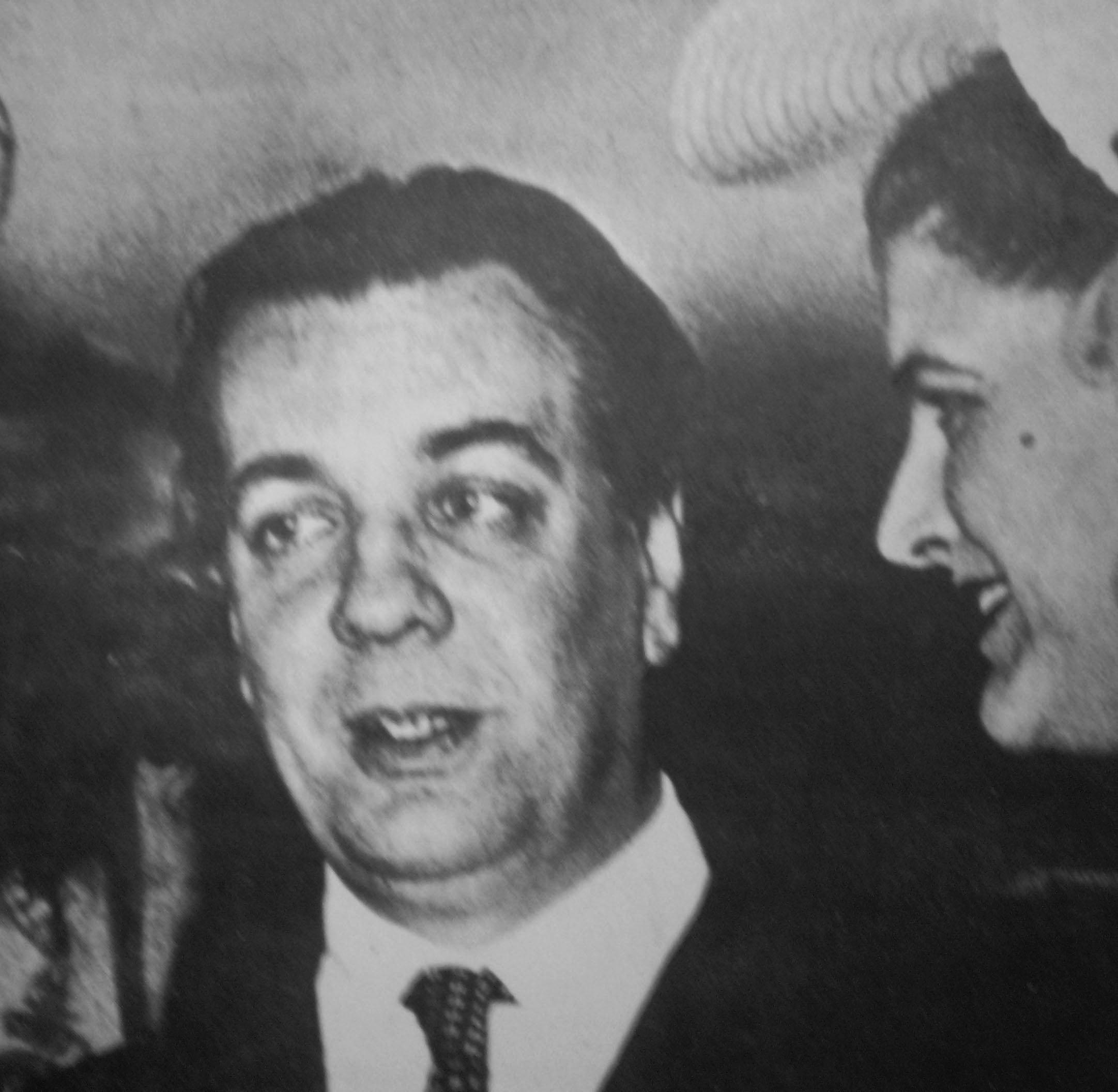
Jorge Luis Borges

"Pierre Menard, schrijver van de Quichot" (Spaans: "Pierre Menard, autor del Quijote") is een verhaal van de Spaanstalige Argentijnse schrijver Jorge Luis Borges. Het verhaal werd voor het eerst gepubliceerd in het Argentijnse dagblad Sur in mei 1939, vervolgens in 1941 opgenomen in de bundel De tuin met zich splitsende paden, welke sinds 1944 deel uitmaakt van Borges’ bekende verhalenbundel Fantastische verhalen (Ficciones). De Nederlandse vertaling uit 1988 is van Barber van de Pol.

## Inhoud
"Pierre Menard, schrijver van de Quichot" is een verhaal dat de vorm heeft van een literaire kritiek over de (fictieve) Franse schrijver Pierre Menard, wiens werk verscheen in de eerste decennia van de twintigste eeuw..
Het verhaal begint met een volgens Borges complete twintig items omvattende bibliografie van het werk van Menard, waaronder:
- Een monografie over de mogelijkheid een dichterlijke woordenlijst te maken met begrippen die geen synoniemen of omschrijvingen zijn van die welke onze gewone taal uitmaken, maar “ideële objecten, door een conventie gecreëerd en in wezen bestemd voor dichterlijke behoeften”.
- Een monografie over “bepaalde connecties of affiniteiten” in het denken van Descartes, Leibniz en John Wilkins.
- Een technisch artikel over de mogelijkheid het schaakspel te verrijken door een van de torenpionnen weg te halen. Die vernieuwing wordt door Menard geopperd, aanbevolen, bediscussieerd en verworpen.

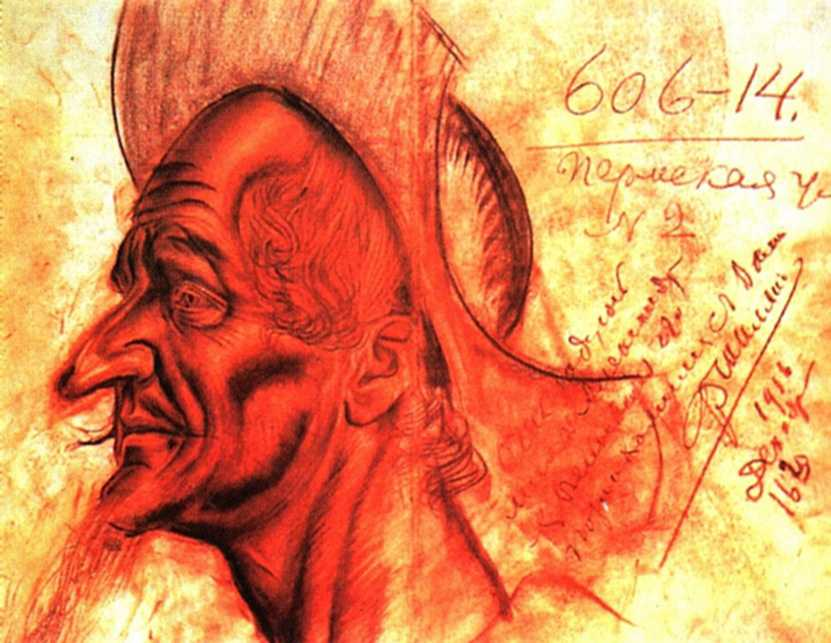
Don Quichot

Het belangrijkste item uit de bibliografie van Menard is zijn herschrijving van het negende en achtendertigste hoofdstuk van het eerste deel van de Don Quichot en een fragment uit het tweeëntwintigste hoofdstuk. Geïnspireerd door het idee van de “algehele identificatie met een bepaalde schrijver” heeft Menard zich gezet aan het geheel vanuit zichzelf produceren van enkele bladzijden die – woord voor woord en regel voor regel – zouden moeten samenvallen met die van Miguel de Cervantes. Zijn methode bestond erin om eerst het Spaans van de zeventiende eeuw goed te leren, het katholieke geloof opnieuw te omhelzen, oorlog te voeren ‘tegen de Moor en de Turk’, de geschiedenis van Europa tussen 1602 en 1918 te vergeten: Miguel de Cervantes te zijn. Tegelijkertijd leek het hem een achteruitgang om in de twintigste eeuw een populair schrijver uit de zeventiende eeuw te zijn. “Cervantes zijn en tot de Quichot te raken leek hem minder zwaar dan Menard te blijven en tot de Quichot te raken”, schrijft Borges. Menards doel is weliswaar delen van het werk letterlijk te reconstrueren, maar hij wil tegelijkertijd varianten van formele en psychische aard beproeven.
In het laatste deel van het verhaal wijst Borges op de verschillen tussen de originele Quichot en de versie van Menard, hoewel woordelijk hetzelfde. Borges acht het werk van Menard uiteindelijk zelfs ‘rijker en volmaakter’ dan het origineel en een palimpsest van het werk van Cervantes.
Uiteindelijk stelt Borges met het verhaal de vraag naar de oorsprong van het schrijverschap en naar het wezen van de literaire interpretatie. “Is het niet voldoende Louis-Ferdinand Céline of James Joyce de ‘Imitatio Christi’ toe te schrijven om die zwakke spirituele adviezen opnieuw leven in te blazen?”, zo eindigt hij zijn schrijven.